# Forte da Ameixoeira
O Forte de D. Carlos I, popularmente conhecido como Forte da Ameixoeira, localiza-se na antiga freguesia da Ameixoeira, atualmente freguesia de Santa Clara, concelho e distrito de Lisboa, em Portugal. Funciona, atualmente, como sede do Serviço de Informações de Segurança.
Ergue-se em posição dominante sobre uma colina, vizinho à antiga Estrada Militar que interligava as fortificações que constituíam o perímetro do Campo Entrincheirado de Lisboa, entre Sacavém e Algés.

## História
Este forte foi erguido ao final do século XIX, assim como outros que lhe são contemporâneos ao longo da antiga via militar, com a função de servir como defesa última da capital, integrando o Campo Entrincheirado de Lisboa.
No início do século XX, no contexto da crise que conduziu à queda da Primeira República e à implantação do Estado Novo no país, o forte sofreu um assalto numa tentativa de golpe militar, a 13 de Agosto de 1924. A ação teria sido articulada por um comité integrado por João Lopes da Silva Martins Júnior, que desejava pôr o partido radical no poder tendo como chefe Gomes da Costa, e como futuro ministro do Trabalho José Carlos Rates, Secretário-geral do Partido Comunista Português.
Ao longo de sua história, o forte foi utilizado como quartel militar e como fábrica de munições.
Atualmente encontra-se inscrito numa zona degradada da cidade em fase de requalificação.
A cerca de cinquenta metros dos seus muros passa o novo troço do Eixo Norte-Sul, o que provocou a construção de um túnel.
- No final do séc. passado o Ministério da Cultura e o Ministério da Defesa Nacional chegaram a um protocolo que visava o uso de parte do Forte da Ameixoeira pelo Ministério da Cultura, que tencionava requalificá-lo para abrigar reservas técnicas patrimoniais dos museus, palácios e monumentos nacionais.[1]
- Em 2004 cogitou-se da instalação, no Forte, dos vários serviços de inteligência República portuguesa e, posteriormente, apenas do Serviço de Informações de Segurança,[2] seu actual ocupante.